# Vasi canopi

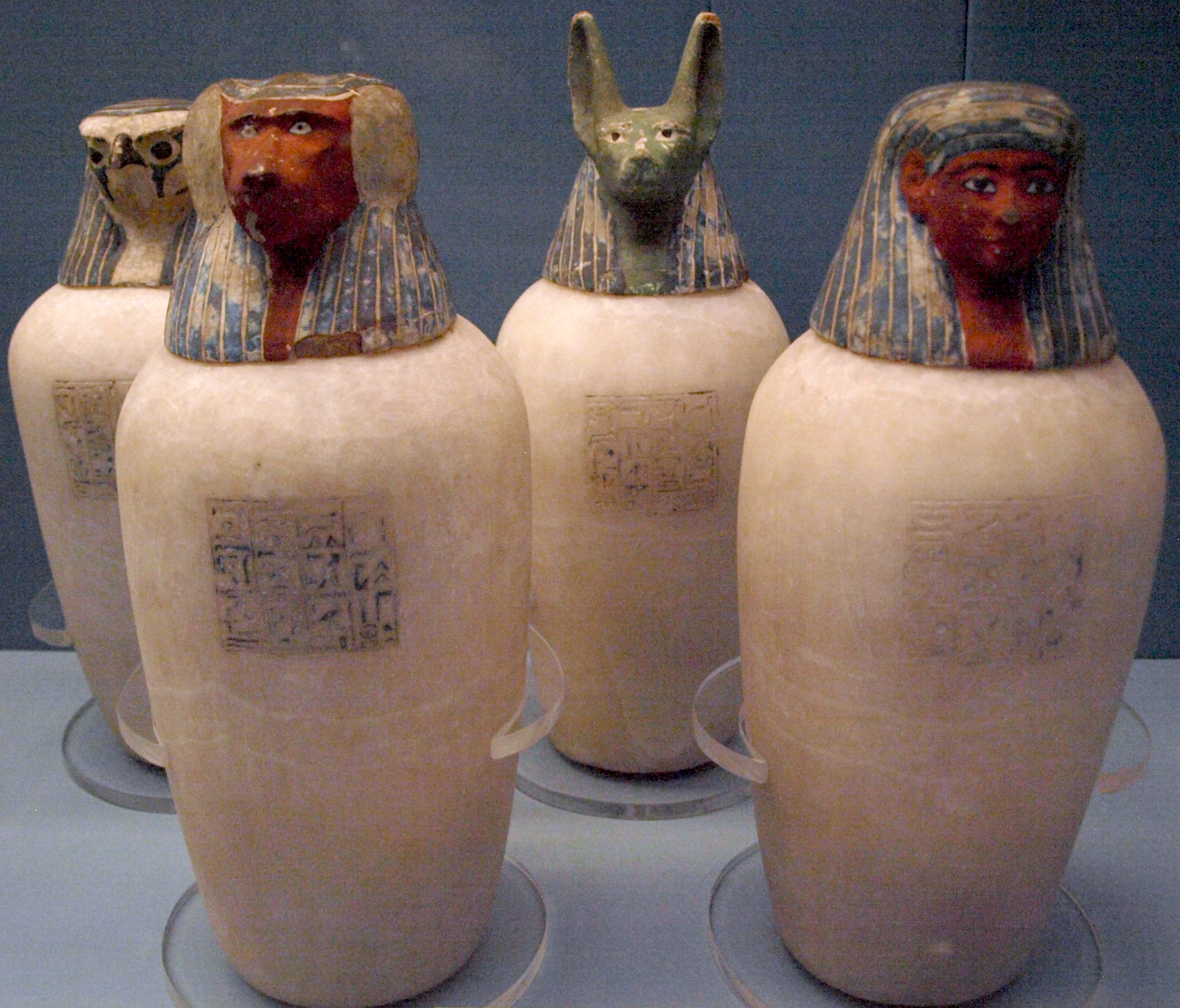
Vasi canopi provenienti dalla tomba di Neskhons, moglie di Pinedjem II, morta nel 981 a.C. (British Museum)

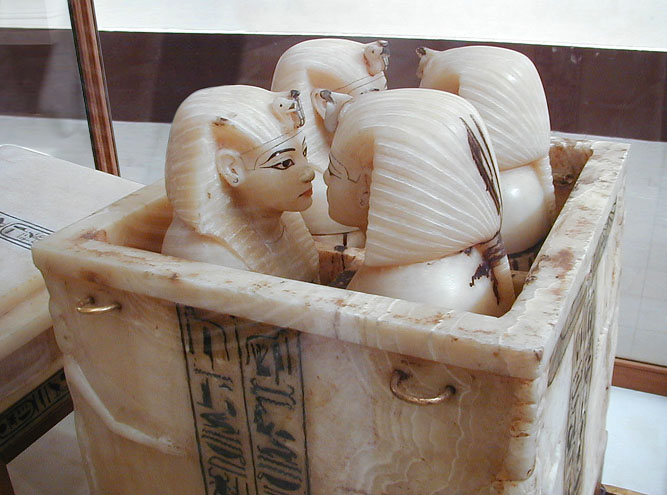
Vasi canopi di Tutankhamon della XVIII dinastia egizia. Museo egizio del Cairo.

I vasi canopi (o canopici) erano contenitori usati nell'Antico Egitto per conservare i visceri estratti dal cadavere durante la mummificazione e rappresentavano una  caratteristica costante del rituale funebre egizio. 
Il termine "canopo" deriva dal greco ed indica, per la forma, il tributo pagato dai Greci al dio Canopo, divinità a forma di giara con testa umana ma che non aveva alcuna relazione con i visceri mummificati degli Egizi.
Un'altra teoria indica invece l'origine del termine nel culto di Osiride, rappresentato con forma di vaso, praticato dagli abitanti della città di Canopo, sul delta del Nilo.
Il termine egizio per i vasi canopi era Qebey en ut.

## Canopi egizi

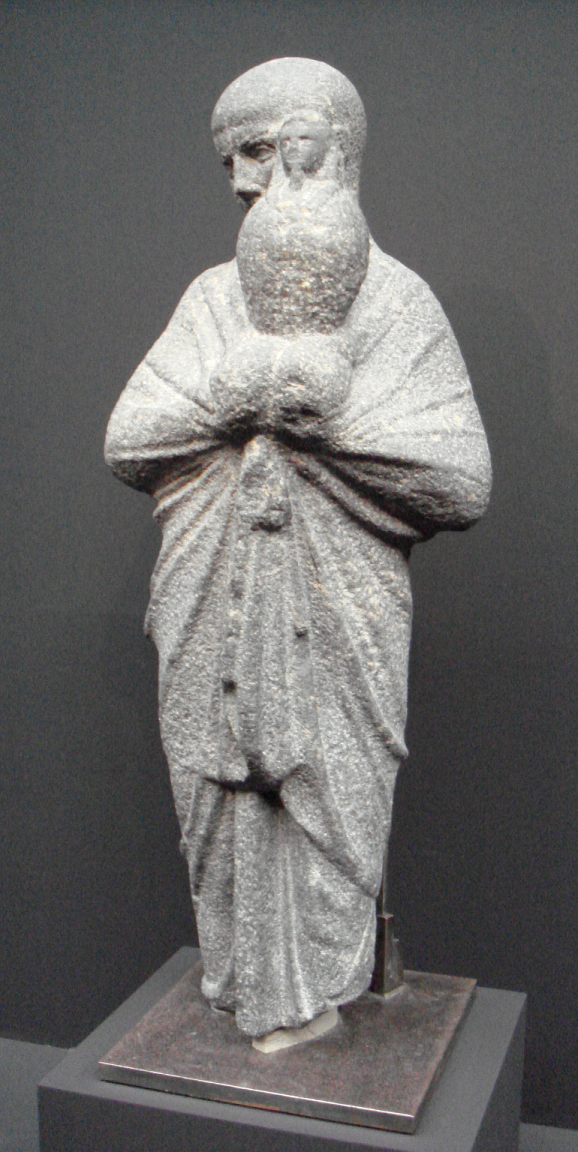
Sacerdote con canopo osiriaco

In origine, nell'Antico Regno, i visceri estratti dal corpo del defunto venivano riposti in una cassetta a 4 scomparti (il primo rinvenimento di tal genere nella tomba di Hetep, madre di Cheope, il cui corredo, completo, si trova al Museo egizio del Cairo). Solo con il Medio Regno, e segnatamente con la XII dinastia, viene introdotto l'uso dei veri e propri vasi canopi, con coperchio a forma di testa umana, generalmente in onice, contenuti in una cassetta a scomparti protetta da quattro dee (Iside, Nephtys, Neith e Selkis). Con il Secondo Periodo Intermedio si ritorna alla deposizione dei visceri in una cassetta unica suddivisa in quattro scomparti mentre, con il Nuovo Regno e segnatamente con la XIX dinastia, si instaura l'usanza dei vasi canopi dotati di coperchi che rappresentano le teste dei quattro Figli di Horo che avranno un posto di rilievo anche nella cerimonia della psicostasia:
- Hamset (umana), per il fegato;
- Hapi (babbuino), per i polmoni;
- Kebehsenef (falco), per gli intestini;
- Duamutef (sciacallo), per lo stomaco.

I vasi canopi, a loro volta, sono contenuti in una scatola lignea a forma di santuario protetto dalle quattro dee. Durante il Terzo Periodo Intermedio, con la XXI dinastia, gli organi interni vengono imbalsamati e riposizionati all'interno del corpo; esistono, tuttavia, i vasi canopi, ma, in qualche caso, si tratta di simulacri, in quanto i vasi stessi non sono cavi. Con la XXV dinastia, infine, i vasi canopi ricompariranno funzionalmente, così come in epoca Tolemaica.

## Canopi etruschi

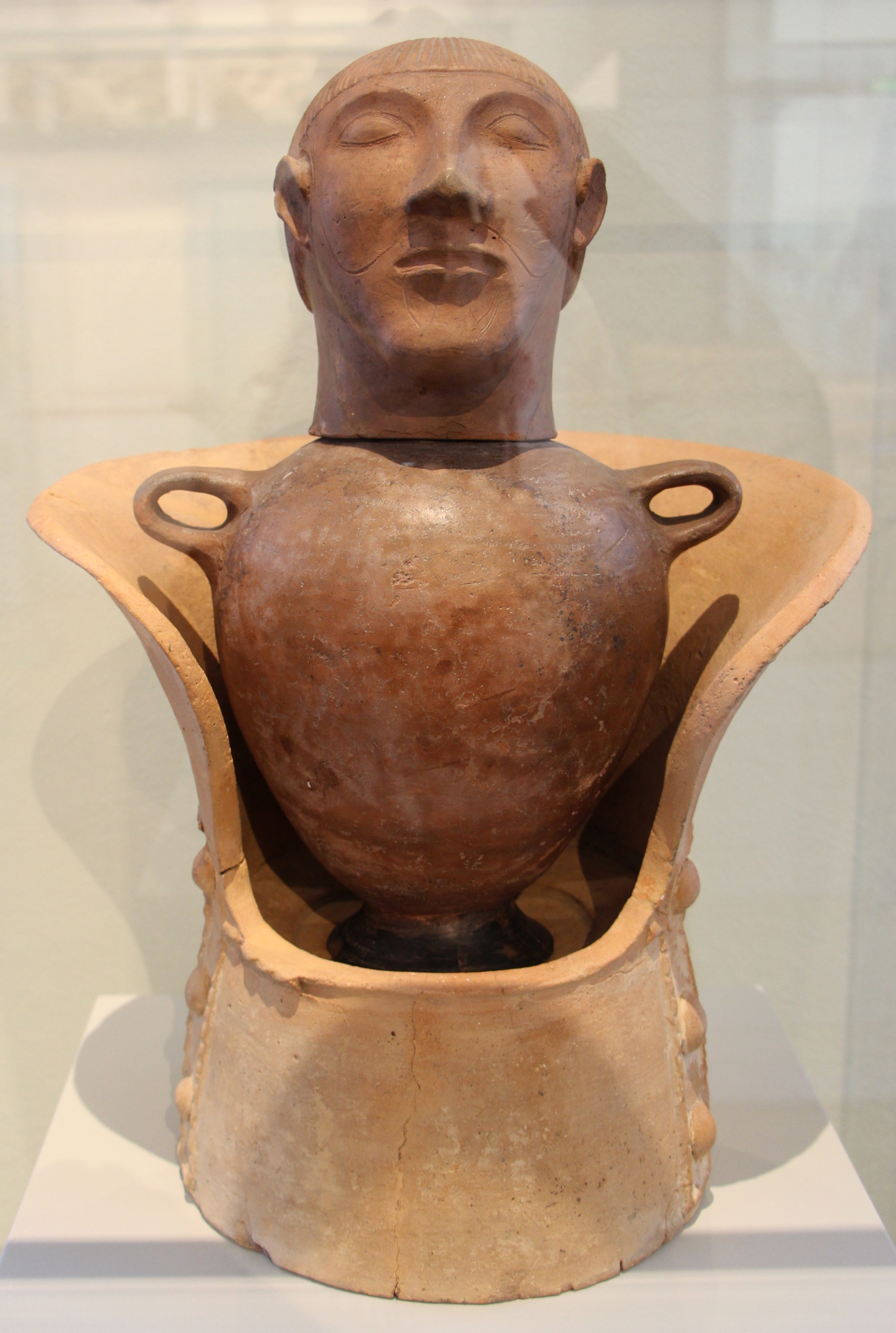
Canopo etrusco, da Sarteano, VI secolo a.C., Antikensammlung Berlin

Sin dall'epoca villanoviana le ceneri di alcuni defunti etruschi di rago venivano collocate in urne che, quasi a voler rievocare l'integrità fisica dopo la cremazione, venivano coperte da un elmo, facilitando così anche l'individuazione di una sepoltura da un'altra.
Nel corso del VII secolo a.C. a Chiusi e nel suo territorio questa usanza si sviluppò con la creazione di ossuari costituiti da un vaso globulare in lamina bronzea, posto su un trono e davanti a una tavola simbolica (trapeza), come a riprodurre il defunto durante un banchetto, circondato dalle insegne del potere e dai simboli del suo censo. Gli esemplari più antichi avevano un coperchio a calotta emisferica, detto "a tappo di champagne", che in alcuni casi poteva presentare dei lineamenti sommariamente delineati.
Verso la fine del secolo tale rappresentazione divenne ancora più esplicita configurando il coperchio con una rappresentazione del volto e poi, negli esemplari più evoluti, come una testa a tutto tondo, corredata anche da buchi in cui venivano inseriti capelli, barba e orecchini; tale forma venne poi definita dagli etruscologi "canopo", per la similitudine formale coi vasi egizi, sebbene la loro funzione fosse ben diversa: non per contenere le viscere, ma le ceneri del corpo. Tale tipologia di sepoltura si diffuse fino al VI secolo a.C.
Negli esemplari più elaborati anche il cinerario era dotato di ulteriori elementi antropomorfi, quali braccia, anche applicate a parte, e seni nel caso di canopi femminili. Sarebbe comunque improprio parlare di veri a propri ritratti, perché le caratteristiche fisiche sono abbastanza standardizzate e ridotte ad alcune tipologie: il loro scopo era infatti la sommaria individuazione del defunto, non la fedele riproduzione delle sue fattezze.